# О’Дайн, Мерьета
Мерьета О’Дайн (англ. Meryeta O'Dine; род. 24 февраля 1997, Виктория) ― канадская сноубордистка, выступающая в дисциплине сноуборд-кросс. Выиграла две бронзовые медали в сноуборд-кроссе на зимних Олимпийских играх 2022 года в Пекине.

## Биография
Родилась 24 февраля 1997 года в городе Принс-Джордж, Британская Колумбия, Канада.

### Зимние Олимпийские игры
О'Дайн была включена в олимпийскую сборную Канады 2018 года в соревнованиях по кроссу на сноуборде. Однако не смогла участвовать в соревнованиях, поскольку в том же году она получила сотрясение мозга на тренировке, что положило конец ее олимпийской мечте.
О'Дайн была включена в сборную Канады 2022 года для участия в соревнованиях по сноуборд-кроссу на зимних Олимпийских играх в Пекине. Так же, как и на чемпионате мира 2021 года, О'Дайн хорошо провела квалификацию, заняв третье место. В финальном старте она уступила Хлое Треспёш и Линдси Джекобеллис, финишировав позади пары и завоевав свою первую олимпийскую медаль ― бронзу. 
Позже Мерьета О'Дайн выиграла ещё одну бронзовую медаль в первом смешанном командном сноуборд-кроссе вместе с соотечественником Элиотом Гронденом.